# William McMaster Murdoch
William McMaster Murdoch (Dalbeattie, 28 de febrero de 1873-Océano Atlántico, 15 de abril de 1912) fue el primer oficial del transatlántico RMS Titanic, contratado por la naviera White Star Line. Era el oficial al mando en el puente la noche en que el barco colisionó con un iceberg y fue una de las 1500 víctimas del hundimiento. Además, fue teniente de la Reserva Naval de la Marina Real Británica.

## Biografía
Murdoch nació en Dalbeattie, Kirkcudbrightshire (hoy Dumfries and Galloway), Escocia, siendo el cuarto hijo del capitán Samuel Murdoch, experimentado marino, y Jane Muirhead. Los Murdoch eran una gran y conocida familia de marinos escoceses que habían navegado por los océanos del mundo desde comienzos del siglo XIX. El padre y el abuelo de William habían sido capitanes de la Marina, así como también lo fueron cuatro hermanos de su abuelo.
En primera instancia, Murdoch fue educado en la antigua Escuela Primaria Dalbeattie, en High Street, y luego en el Instituto de Alpine Street hasta que consiguió el diploma en 1887. Era muy conocido por ser un alumno inteligente y muy trabajador. Tras finalizar sus estudios, siguió la tradición marítima de su familia y fue aprendiz durante cinco años para William Joyce & Coy, en Liverpool, pero tras cuatro años —y cuatro viajes— fue considerado tan competente y bueno en su trabajo que consiguió el Second Mate's Certificate (Certificado de Segundo Piloto) al primer intento.

### Primeros años en el mar
Puso a prueba su aprendizaje cuando abordó el Charles Cosworth de Liverpool, viajando a la costa oeste de América del Sur. El capitán de ese barco era James Kitchen, con quien Murdoch tuvo que afrontar un viaje realmente difícil a bordo del velero, que tuvo complicaciones en alta mar. Pasando por el cabo de Hornos, llegaron a la ciudad de San Francisco. En el viaje de vuelta, pasaron nuevamente por el cabo de Hornos y finalizaron en Dublín. Luego de esto fue cuando su familia lo reconoció como un verdadero marino, ya que no se los consideraba como tal hasta que hubieran cruzado el cabo de Hornos de ida y vuelta. Los siguientes viajes a bordo del Charles Cosworth tuvieron como destinos Portland, Oregón en 1889 y 1890, Valparaíso en 1890 y 1891 e Iquique en 1891 y 1892. En 1892 dejó el barco y consiguió su certificado de segundo oficial. Se mantuvo alejado del mar hasta agosto de 1893, cuando se enlistó como tripulante del navío perforador Iquique, en el cual trabajó como segundo oficial. Su capitán era Samuel Murdoch, su padre. En la tripulación del Iquique había algunos hombres del área de Dalbeattie; uno de ellos era el primer oficial George Meldrum, quien ya había tenido experiencias de navegante bajo el mando del capitán Samuel Murdoch. El Iquique viajó desde Róterdam a Frederikstad (Suecia) y desde allí a Ciudad del Cabo, siguiendo hacia las ciudades de Newcastle (Australia), Antofagasta e Iquique. Finalmente desembarcaron en Londres y fue el último viaje en el que Murdoch fue subordinado de su padre. En marzo de 1895 recibió su certificado de primer oficial, y desde mayo de ese año trabajó como primer oficial a bordo del Saint Cuthbert. Mientras sirvió en esta embarcación, viajaron desde Ipswich hacia Mauricio y desde allí hacia Newport, también visitando Newcastle (Australia), Callao (Perú) y Hamburgo. El Saint Cuthbert se hundió tras sufrir las consecuencias de un huracán en la costa de Uruguay, en 1897.
En 1896, Murdoch consiguió el Extra Master's Certificate (Certificado Extra de Maestro) en Liverpool. En 1897 se inscribió como primer oficial a bordo del J. Joyce & Co., que navegó desde Nueva York hacia Shanghái para luego ir hacia Portland, Oregón y desde allí a Tsientin, China. Luego regresó nuevamente por Portland y finalizaron en Amberes (Bélgica), donde Murdoch dejó el cargo en 1899.

### Ingreso en la White Star Line
Tras esos años de experiencia, Murdoch ingresó en la White Star Line. Su primer viaje en la empresa fue en 1899 a bordo del SS Medic, donde trabajó junto a Charles Lightoller (quien sería posteriormente segundo oficial del Titanic), como cuarto oficial. Este navío partió desde Liverpool hacia Australia. En el segundo viaje del Medic, Murdoch sirvió como tercer oficial. El 26 de marzo de 1901 estuvo en Melbourne y en junio de ese año fue ascendido a segundo oficial a bordo del Runic (1901-1903). Fue ese navío en el que Murdoch conoció a Ada Florence Banks, una maestra neozelandesa que luego se convertiría en su esposa.

### Incidente a bordo delArabic
En 1903 ingresó en el SS Arabic como segundo oficial. Este buque realizaba la ruta entre Liverpool y Nueva York. Ese mismo año, a bordo de este buque ocurrió un singular acontecimiento que luego sería reflejado en varios libros. Una noche a bordo del buque, el tercer oficial Edwin Jones entró al puente junto a Murdoch en el momento en que uno de los vigías anunciaba que un barco se encontraba justo delante del camino del Arabic. La visibilidad era muy pobre y mientras todos esperaban que se encendieran las luces del puente para observar qué sucedía, Murdoch reaccionó. Empujó a uno de los cabos hacia un costado y se puso al mando del timón él mismo, manteniendo el buque en curso. El primer oficial Fox, que aún estaba en tareas en el puente, dio la orden de "todo a babor" pero Murdoch no reaccionó. Cuando el primer oficial Fox se dio cuenta de su error, ordenó: "¡Timón en crujía!, ¡Firme!, ¡Firme como hasta ahora!". Estas órdenes simplemente confirmaban las acciones de Murdoch, que había actuado por propia iniciativa sin recibir ni una orden. Sin perturbarse, Murdoch mantuvo el timón quieto sin moverlo siquiera un centímetro, lo que evitó la colisión. El tercer oficial Jones se vio muy impresionado por la actitud de Murdoch y se la comunicó al capitán, explicándole que mientras ningún tripulante había visto al otro buque y mientras trataban de acostumbrar sus ojos a la luz del puente, Murdoch ya había entrado en acción. Jones finalmente declaró que "nunca hubo un mejor oficial. Sereno, capaz y siempre en alerta".

### Años posteriores

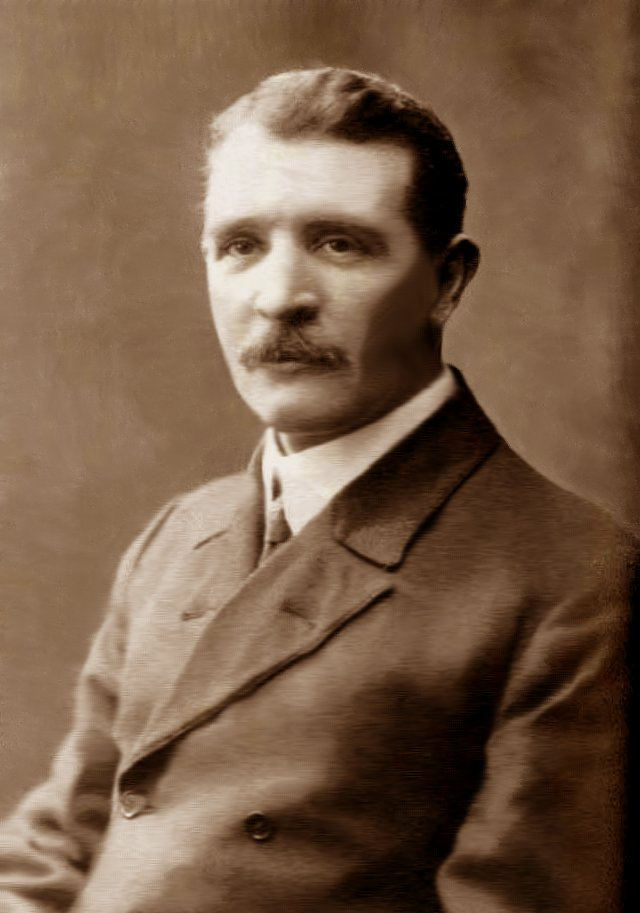
Fotografía de William Murdoch en 1909.

En 1904 ingresó en el RMS Celtic como segundo oficial para luego ser promovido a primer oficial. Luego fue transferido al SS Germanic, donde permaneció como primer oficial y a bordo del cual ofició en dos viajes. En 1905 ingresó en el RMS Oceanic como segundo oficial, lo que en este buque equivalía a ser primer oficial en otros buques inferiores. En 1906 uno de los viajes del Oceanic no se pudo realizar a bordo de esa embarcación, por lo que se recurrió al RMS Cedric. Parte de la tripulación de este buque permaneció y otros fueron reemplazados por miembros del Oceanic. John G. Cameron reemplazó al capitán Haddock y Murdoch sirvió como primer oficial. Luego de dos viajes a bordo del Cedric, Cameron y Murdoch fueron transferidos nuevamente al Oceanic, donde William sirvió nuevamente como segundo oficial, pero únicamente por un viaje ya que fue promovido a primer oficial. 
En 1907, Murdoch se convirtió en primer oficial a bordo del RMS Adriatic, el cual era el buque más grande de la compañía en ese entonces. El capitán de este navío era Edward John Smith. El Adriatic tuvo su primer viaje desde Liverpool hasta Nueva York para luego terminar en Southampton, desde donde luego la compañía lanzaría sus viajes hacia los Estados Unidos. Murdoch permaneció en el buque hasta mayo del año 1911 cuando fue transferido al RMS Olympic, que se había convertido en el más grande navío de la compañía. El capitán era Edward John Smith, el jefe de oficiales era Henry Wilde y el segundo oficial era Robert Hume, de Colvend. En el Olympic, Murdoch sirvió como primer oficial. El quinto viaje del Olympic tuvo un inesperado incidente. Cuando dejaban Southampton, el Olympic colisionó con el Hawke, sufriendo graves daños que lo llevaron a abortar uno de los viajes. En cambio, tuvo que viajar a Belfast para reparaciones. Mientras tanto, la tripulación tuvo que declarar en una investigación sobre el choque. Recién en noviembre de 1911, el Olympic volvió a viajar a Nueva York, pero en marzo del año 1912, tuvo que ser llevado otra vez a Belfast por haber perdido una paleta de una de las hélices. Cuando el Olympic fue reparado, se preparaba un viaje, pero Murdoch no asistió y se quedó en Belfast donde ingresó como jefe de oficiales del RMS Titanic. El capitán del Titanic era Haddock, quien abandonó el proyecto poco después, siendo reemplazado por el capitán Smith. Cuando se preparaba el viaje inaugural del Titanic, hubo un retroceso de cargo para Murdoch. Henry Wilde fue transferido al Titanic y tomó el cargo de jefes de oficiales, dejando a Murdoch como primer oficial y a Charles Lightoller como segundo oficial. David Blair, quien era el segundo oficial original, tuvo que abandonar la tripulación del buque.
Luego de un tiempo de mantenerse en contacto por correspondencia, William Murdoch y Ada Banks contrajeron nupcias el 2 de septiembre de 1907 en la Iglesia St. Deny de Southampton.
Además de marino, Murdoch era miembro de la Marina Real Británica donde fue subteniente en 1905 para luego ser ascendido a teniente en 1909.

### RMSTitanic
La noche del 14 de abril de 1912, Murdoch era el oficial que estaba a cargo de la vigilancia. Una vez avistado el iceberg, dio órdenes de virar el barco a babor, en un intento desesperado por esquivar el témpano, pero la alta velocidad del buque y la poca distancia hacia el gigantesco bloque de hielo hizo imposible evitar la colisión. Según informó luego el cuarto oficial Joseph Boxhall, Murdoch puso el telégrafo en "Marcha atrás", sin embargo, Frederick Scott contradijo a Boxhall al decir que el telégrafo mostraba la señal de "Alto" ("Stop"). El fogonero Frederick Barrett también contradijo el relato de Boxhall, diciendo que los telégrafos pasaron de "Full" ("A toda máquina") a "Stop" ("Alto").
Durante o justo antes de la colisión, Murdoch pudo haber dado una orden de "Todo a estribor" con el fin de que la popa del buque esquivara el iceberg, según oyó el cabo Alfred Olliver. El cuarto oficial Boxhall y el cabo Robert Hichens, al mando del timón en el momento de la colisión, también confirmaron que la última orden de Murdoch fue "Todo a estribor", pero que pese a los esfuerzos, el iceberg impactó al Titanic. Después de la colisión, Murdoch fue asignado como jefe principal para dirigir la evacuación, por lo que se dedicó a mantener el orden en algunos de los botes salvavidas del lado de estribor. Según testimonios de sobrevivientes, Murdoch llenaba los botes salvavidas, a diferencia de sus colegas quienes fueron criticados por no llenar la capacidad de los mismos (60 pasajeros). Sin embargo, algunos sobrevivientes no estuvieron de acuerdo con esa afimarción, alegando que el bote 1 (que estaba a cargo de Murdoch) fue bajado con solo 12 pasajeros. Aun así siguió existiendo un interminable debate, debido a que el quinto oficial Harold Lowe declaró ante la investigación británica sobre el hundimiento, que fue él quien dio la orden de bajar al bote 1 con solo 12 pasajeros a bordo, por lo que se deduce que Murdoch no estaba siquiera cerca del bote 1 ya que según las reglas de oficialidad, un oficial de rango menor solo puede tomar una decisión así en el caso de que ningún otro oficial de mayor rango esté cerca. Además, la versión de que Murdoch estaba a cargo del bote 1 fue aportada por los marinos Horswill y Symons, quienes se sumaron a la tripulación del Titanic a último momento y quienes nunca habían trabajado con Murdoch anteriormente, por lo que se duda de que ellos pudieran reconocerlo. Hubo aún más evidencia que sugiere que Murdoch no fue el encargado de ese bote, ya que uno de los que abandonaron el Titanic a bordo del bote 1 fue el fogonero Charles Hendrickson quien dijo que no sabía el nombre del oficial encargado de bajar el bote, pero que el que lo hizo disparó bengalas de auxilio, y según las investigaciones posteriores, el único que disparó esas bengalas fue el cuarto oficial Joseph Boxhall. Al menos, ningún otro oficial se adjudicó el disparar esas bengalas y el propio Boxhall declaró que él fue el único en utilizarlas.
A la hora de la evacuación, Murdoch aplicó la regla de "mujeres y niños primero, y si hay algún espacio vacío, los hombres pueden llenarlos". Según se estableció luego, Murdoch fue el único de los oficiales del Titanic que permitió hombres a bordo de los botes.

### Después del hundimiento del Titanic
Tras el hundimiento, nada más se supo del primer oficial William Murdoch. Algunos miembros de la tripulación como Samuel Hemming y Charles Lightoller dijeron que lo vieron intentando liberar el bote salvavidas plegable «A» cuando el puente se hundió, dando lugar a una ola que lo golpeó y sumergió en el mar. Si su cuerpo fue recuperado, nunca fue identificado. 
Después del desastre, algunos supervivientes dijeron que Murdoch se había suicidado minutos antes del momento final. Otras versiones, como la del segundo radiotelegrafista, Harold Bride, dijeron que fue visto intentando subirse a un bote salvavidas, pero que murió en el agua y no por suicidio.
Otros supervivientes dijeron que Murdoch falleció al saltar sobre el pescante de uno de los botes salvavidas cuyas cuerdas se habían quedado atascadas. Rompió las cuerdas con un cuchillo, pero con el peso del bote lleno de personas recibió un fuerte golpe en la cabeza que le ocasionó la muerte instantánea.
Por otro lado, su esposa dejó el Reino Unido y viajó a su nativa Nueva Zelanda después del desastre. Además, recibió pagos provenientes de una fundación destinada a indemnizar a aquellas personas que dependían económicamente de una persona que hubiera perecido en el naufragio. Sin embargo, en 1929 sus pensiones se detuvieron y aunque no se sabe a ciencia cierta el porqué, se presume que fue debido a que la mujer no necesitaba el dinero. Ada Florence Banks murió en Christchurch, Nueva Zelanda, en 1941.
Hoy día, en su casa de la ciudad de Dalbeattie se encuentra una placa conmemorativa a su valor.

## Representación en películas
En la película Titanic de 1953 fue interpretado por Barry Bernard. En la película de 1958 A Night to Remember fue interpretado por Richard Leech. En la película hecha para televisión de 1979 S.O.S. Titanic, fue interpretado por Paul Young. En 1996, en otra versión hecha para televisión, fue interpretado por Malcolm Stewart y, finalmente, en la película de 1997, fue interpretado por Ewan Stewart.

### Controversias
Después del estreno en 1997 de la película Titanic, se desencadenó una gran controversia en torno al papel que le fue otorgado a Murdoch.
En la película, se muestra a Murdoch como un oficial que, si bien al principio actuó correctamente, después del choque del barco contra el iceberg se dejó comprar por Cal Hockley (antagonista de la película) al recibir una suma de dinero de este para guardarle un sitio en los botes salvavidas. También fue el responsable de, en medio de un momento de tensión alrededor de uno de los botes, disparar a un pasajero irlandés y matarlo. Acto seguido, se suicidó cuando, lleno de culpa, se disparó en la sien luego de hacer el saludo militar.
La controversia creció a tal punto que cuando Scott, sobrino de Murdoch, vio la película, exigió una retractación pública y una indemnización por ensuciar la heroica actuación de su tío. Luego de esta queja proveniente de un familiar de Murdoch, el vicepresidente de Fox, Scott Neeson, visitó Dalbeattie, donde Murdoch vivía, para disculparse personalmente y para donar 5000 libras esterlinas a la Dalbeattie High School para estimular al William Murdoch Memorial Prize (una distinción dada a los alumnos). En la versión de DVD de la película, James Cameron se disculpó por el rol que le dio a Murdoch pero afirmó que muchos oficiales efectuaron disparos para hacer respetar la regla de "mujeres y niños primero".
En 2004, Cameron fue premiado en la Universidad de Southampton y allí se refirió nuevamente a Murdoch diciendo que pudo haber sido un error el haberlo representado con el arma.